# Avenida Jorge Novak
La avenida Padre Obispo Jorge Novak, denominada anteriormente 13 de Diciembre, es una avenida de 3,4 km de extensión ubicada en el Partido de Florencio Varela, que junto con la Avenida Donato Álvarez y la Calle General Hornos, conforma una parte de la arteria vial que une la Ruta Provincial 14 en Villa Domínico con la Ruta Provincial 53 en la intersección denominada "5 Esquinas", Villa Vatteone. Esta avenida es utilizada para el tránsito pesado que circula por la Avenida San Martín, conectándose a través de la calle Presidente Illia (también llamada "Paso de la Patria")

## Recorrido
En sus primeros 300 metros, desde el Arroyo Las Piedras, es una calle de tierra que continúa como Calle 899 Bis en el Partido de Quilmes. En la intersección con la Avenida Donato Álvarez y la Calle La Pulpería, comienza el trayecto pavimentado como avenida, y a unos 500 metros se encuentra la entrada a km. 26 (Estación Ing. Dante Ardigó) por la calle El Aljibe. Cruza otras calles y avenidas durante su trayecto, pasando también por el Polideportivo La Patriada y por muy cerca del estadio Norberto Tito Tomaghello del Club Social y Deportivo Defensa y Justicia, ubicados en Santa Rosa. La avenida termina en la entrada a Santa Rosa, en la calle Milán, y continúa como Calle General Hornos.
|  |  | CONTg |

|  | WASSERq | WBRÜCKE1 | WASSERq |

|  | CONTg | STR |  |

| CONTgq | ABZql | ABZg+r |  |

|  | STRq | KRZ | STRq |

|  | exSTRq | eKRZ | exSTRq |

|  |  | TEEaq | STRq |

| BAHN |  | SKRZ-GBUE |  |

|  |  | TEEaq | STRq |

|  | STRq | TEEeq |  |

|  |  | STR |

|  |  | TEEaq | STRq |

|  | STRq | TEEeq |  |

|  |  | TEEaq | STRq |

|  | STRq | TEEeq |  |

|  |  | TEEaq | STRq |

|  | STRq | ABZgr+r |  |

|  |  | CONTf |

## Sitios de interés
En su trayecto, la avenida pasa por el Polideportivo La Patriada, inaugurado en octubre de 2013, de 15.000 m², que posee pileta, canchas de fútbol, hockey y tenis, gimnasio, pista de skate, entre otros.